# Identical Strangers
Identics Strangers: A Memoir of Twins Separated and Reunited és una memòria del 2007 escrita per les bessones idèntiques Elyse Schein i Paula Bernstein i publicada per Random House. Les autores van ser separades quan eren nadons, en part, per participar en un estudi de bessons sobre la "natura contra alimentació". Van ser adoptades per famílies separades que desconeixien que cada nena tenia una germana. Poc després que les bessones es reunissin per primera vegada el 2004, als 35 anys, van començar a escriure el llibre. Dels 13 o més nens implicats en l'estudi, tres conjunts de bessons i un conjunt de tres bessons s'han descobert. És possible que un o dos conjunts de bessons encara no sàpiguen que tenen un bessó idèntic.

## L'estudi de bessons
Viola Bernard, un destacat psiquiatre de la ciutat de Nova York, havia persuadit Louise Wise Services, una agència d'adopció, per enviar bessons a diferents llars sense dir als pares adoptants que adoptaven un fill que tenia un bessó. Llavors, investigadors patrocinats per la Junta Jueva de Serveis a la Família i la Infància van comparar en secret el seu progrés. Bernard creia que els bessons idèntics forjarien millors identitats individuals si estiguessin separats. Quan els bessons van començar a investigar les seves adopcions, Bernard ja havia mort, però els bessons van trobar el psiquiatre de la Universitat de Nova York Peter Neubauer que els havia estudiat.
L'estudi dels bessons amb els quals estaven implicats no es va completar mai. La pràctica de separar els bessons en néixer va acabar a l'estat de Nova York el 1980, poc després que cessés l'estudi de Neubauer. Segons els informes, Neubauer va tancar els estudis a la Universitat Yale i segellar els registres de l'estudi fins al 2065. Es va adonar que l'opinió pública estaria tan en contra de la investigació que va decidir no publicar-la. A partir del 2007, les germanes i altres bessons no havien convençut a Yale ni al Jewish Board perquè publiquessin els registres. El 2018 ja s'havien publicat unes 10.000 pàgines però vagament redactades i poc concloents.
L'estudi de Neubauer va diferir de la majoria d’estudis sobre bessons, ja que va seguir els bessons des de la infància. Tanmateix, continua el debat sobre si la naturalesa o l’alimentació tenen un major impacte en el desenvolupament humà. El documental Three Identical Strangers, que explicava la història de tres triplets masculins que també van formar part de l'estudi i es van trobar els uns als altres als 19 anys, va assenyalar que, tot i que es trobaven moltes semblances superficials entre els tres, les seves personalitats eren significativament diferents perquè s'havien criat per pares amb personalitats i pràctiques de criança dels fills profundament diferents. A més, ningú no pot avaluar amb precisió fins a quin grau cada nadó de l'estudi va ser format pel trauma de la separació després de diversos mesos junts com a nadons. No obstant això, alguns investigadors creuen que les diferències dels nens són forjades menys per les seves famílies que per la genètica i l'atzar.

## Pel·lícules documentals
S'han publicat dos documentals sobre aquest estudi, The Twinning Reaction (2017) i Three Identical Strangers (2018), juntament amb l'episodi televisiu Secret Siblings (2018).